# Punta Tre Vescovi
La Punta Tre Vescovi (2503 m) es una cima de los Alpes italianos. Es una de las montañas más altas de los Alpes Bielleses.

## Geografía
En la montaña se encuentran la divisorias de aguas entre el Valle de Aosta (oeste), el Valle del Cervo (sureste) y la Valsesia (nordeste). Su nombre sígnifica Tres obispos, y se debe al hecho que la cumbre es el trifinio entre las diócesis de Aosta, Biella y Vercelli
Según la clasificación SOIUSA, la punta Tre Vescovi pertenece:
- Gran parte: Alpes occidentales
- Gran sector: Alpes del noroeste
- Sección: Alpes Peninos
- Subsección: Alpes Bielleses y Cusianos
- Supergrupo: Alpes Bielleses
- Grupo: Cadena Mars - Tre Vescovi
- Subgrupo:
- Código:I/B-9.IV-A.1

## Protección de la naturaleza
La parte sur de la Punta Tre Vescovi pertenece al Lugar de Importancia Comunitaria “Val Sessera” (codice IT1130002), que mide 10 786,73 hectáreas.

## Refugios de montaña
- Rifugio Alfredo Rivetti